# Kojata III. Hrabišic
Kojata III. Hrabišic († po 1187) byl český šlechtic z rodu Hrabišiců.

## Život
V pramenech se poprvé objevil v roce 1185, a to v družině českého knížete Bedřicha. O dva roky později dokonce vystupoval jako místokomorník, poté o něm zmínky ale mizí a téhož roku se připomíná pouze na jednom listinném falzu. Mohl být synem Kojaty II. Hrabišice a vnukem Hrabiše I. Hrabišice. Jeho bratry možná byli Gerard Hrabišic, Všebor III. de Vinarec a Hrabiše II. Hrabišic. Není ale vyloučeno, že byl potomkem této generace a pouze předčasně zemřel. Mohl být otcem Hrabiše III., Slavka I. a Boreše I. Hrabišice. Pokud by ale byl synem předchozí generace, mohl být jejich bratrem.